# Lupe Inclán
Lupe Inclán (San Luis Potosí, 1895 - Ciutat de Mèxic, 25 de juny de 1956) va ser una actriu mexicana, molt popular a les carpes, on les seves interpretacions de “peladitas” (dones de poble) van constituir tota una època. Va treballar també en cinema, regularment en papers còmics de suport.

## Biografia
Filla de María de Jesús Delgado i Miguel Inclán García, qui dirigia una companyia de teatre itinerant, el seu germà va ser el gran actor Miguel Inclán, recordat pels seus excel·lents papers de vilà al cinema mexicà i amb qui a vegades li va tocar ser parella fílmica (Las mujeres de mi general, 1952).
Lupe debuta oficialment el 31 de desembre de 1919 al teatre principal amb l'obra 19-20, no obstant això va tenir mala fortuna ja que en ella s'exaltava la figura de l'expresident Porfirio Díaz, per la qual cosa el públic -que encara no consentia el reconeixement dels encerts del generalíssim- va cometre una sèrie d'excessos que van culminar amb la clausura del fòrum i l'arrest del director Eduardo Pastor. Després del fracàs que va significar el seu debut treballa en les companyies de María del Carmen Martínez, els germans Tarazona i de Julio Taboada, aconseguint l'èxit amb la seva interpretació de peladitas, personatges la pionera dels quals va ser Emilia Trujillo “La Trujis” i van donar la fama a ella mateixa, Lupe Rivas Cacho, Dèlia Magaña i Amelia Wilhelmy.
En cinema no debuta fins a principis dels anys quaranta, aconseguint reconeixement amb papers de repartiment, generalment còmics i al costat de les grans estrelles de l'època com Arturo de Córdova, Jorge Negrete, Pedro Armendáriz, Luis Aguilar, Fernando Soler, David Silva, Germán Valdés “Tin Tan”, Pedro Infante y las divas Esther Fernández, Dolores del Río, Miroslava, Lilia Prado, Silvia Pinal, María Félix i Emilia Guiú. Els papers pels quals és més recordada els va fer en la multipremiada María Candelaria (1944), d'Emilio “Indio” Fernández, a Capullito de alhelí (1945), Allá en el Rancho Grande (1949) y en El niño perdido (1947), Soy charro de levita (1949), La marca del zorrillo (1950), El revoltoso (1951), com doña Trini la portera, Las aventuras de Pito Pérez (1956), com la infermera Pelagia. Totes aquestes les va fer amb Tin Tan, qui era conegut per permetre el ple lluïment de tots els actors del repartiment de les seves pel·lícules, per mínim que fora el paper, a diferència del que feien uns altres com Cantinflasi Los bandidos de Río Frío (1956).
Lupe va tenir dues filles bessones en 1920, Gloria Alicia i Elena. Ambdues van seguir la tradició de la seva mare i van debutar en el Teatre de les Tandes en Cuernavaca en 1936, com “las cuatitas”. Gloria Alicia i l'actor Alfonso Jiménez, “el kilométrico”, són pares de l'actor Rafael Inclán, qui en guanyar el Ariel per la cinta Nicotina (2003), va voler dedicar-l'hi en part a la seva àvia. Aquesta només havia estat nominada sense haver obtingut mai el degut reconeixement a la seva carrera, la qual va acabar en 1956 en morir en la Ciutat de Mèxic.

## Reconeixements

### Premis Ariel
| Any  | Categoria        | Pel·lícula               | Resultat |
| ---- | ---------------- | ------------------------ | -------- |
| 1947 | Actriu de quadre | Capullito de alhelí      | Nominat  |
| 1950 | Actriu de quadre | Allá en el Rancho Grande | Nominat  |